# Melitaea saxatilis
Melitaea saxatilis är en fjärilsart som beskrevs av Hugo Theodor Christoph 1873. Melitaea saxatilis ingår i släktet Melitaea och familjen praktfjärilar. Inga underarter finns listade i Catalogue of Life.